# Skaczące pierścienie
Skaczące pierścienie (lub pierścienie Thomsona) – zjawisko i doświadczenie fizyczne, demonstrujące prawo Lenza oraz prawo indukcji elektromagnetycznej Faradaya. Odkryte zostało przez Elihu Thomsona i zademonstrowane przez niego w roku 1887 na zjeździe American Institute of Electrical Engineers. 

## Przebieg doświadczenia
Do doświadczenia można użyć transformatora rozbieralnego oraz dwóch metalowych pierścieni, z czego jeden z pierścieni jest pełny, a drugi przecięty. Na rdzeń nakładana jest cewka, a na kolumnę cewki pionowo ustawiana jest zwora transformatora. Na zworę nakłada się pierścień i na moment podłącza transformator do sieci. Pierścień pełny zostaje wyrzucony ze zwory, a przy przytrzymaniu mocno się nagrzewa.
Pierścień stanowi zamknięte uzwojenie wtórne transformatora, w którym płynie prąd indukcyjny. Wytwarza on pole magnetyczne przeciwne polu cewki. Dwa przeciwne bieguny pierścienia i cewki powodują wyrzucanie pierścienia, z siłą zależną od liczby zwojów użytej cewki. W niektórych przypadkach pierścień może tylko unosić się na zworze. W przypadku pierścienia przeciętego, nie stanowi on zamkniętego obwodu. Nie powstaje więc prąd indukcyjny, a także pole magnetyczne. Pierścień nie reaguje.
Doświadczenie udowadnia, że metale przewodzą prąd indukcyjny, który wytwarza pole magnetyczne.